# Samsung SGR-A1
El Samsung SGR-A1 es un robot militar centinela surcoreano diseñado para reemplazar en la función de vigilancia a las tropas que actualmente desempeñan esa función en la zona desmilitarizada de la frontera entre ambas Coreas. Es un sistema estacionario creado por Samsung Techwin, la filial de defensa de Samsung. 

## Desarrollo y características
En 2006, Samsung Techwin dio a conocer una ametralladora robótica todo tiempo calibre 5,56 con un lanzagranadas opcional para vigilar la zona desmilitarizada, con un coste de 200.000 dólares estadounidenses. La unidad es capaz de detectar y seguir múltiples objetivos móviles empleando cámaras infrarrojas y de luz visible, estando bajo el control de un operador. Puede identificar y alcanzar automáticamente mediante disparos a un objetivo a más de 3 kilómetros de distancia. Desarrollado en una universidad surcoreana, el SGR-A1 emplea sensores ópticos para identificar objetivos a una distancia de 4 kilómetros con luz diurna, quedando reducido el alcance a la mitad por la noche. Está equipado también con un sistema de comunicación (micrófono y altavoces) para comprobar contraseñas con soldados. Si la contraseña es errónea, el robot puede activar una alarma o disparar al objetivo con balas de goma o munición real con una ametralladora ligera Daewoo K3.